# Kortsluitstroom
Een kortsluitstroom (vaak geschreven als Isc, van het Engelstalige 'short circuit') is de maximale elektrische stroom die kan lopen in een elektrisch circuit. Dit gebeurt bij een kortsluiting. Indien er sprake is van een perfecte geleider, dus zonder enige weerstand, en van een perfecte spanningsbron, dan is de kortsluitstroom oneindig. In de praktijk is dat nooit het geval: de kortsluitstroom wordt beperkt door de geleidende componenten die in het pad van deze stroom zijn geplaatst, en door de interne impedantie van de spanningsbron.

## Beveiliging
Een kortsluitstroom kan een elektrische installatie beschadigen. 
Bij het ontwerpen van een stroomcircuit dient daarom omwille van de veiligheid rekening gehouden te worden met de kortsluitstroom. Om schade te voorkomen kan de stroom worden onderbroken zodra deze te groot wordt. Dit gebeuren met bijvoorbeeld een smeltveiligheid (zekering) of een installatieautomaat.
De kortsluitstroom moet groot genoeg zijn om de elektrische beveiliging tijdig te schakelen bij een fout.  Indien de kortsluitstroom te klein is omwille van bv. een lange kabellengte, zal de kortsluitstroom te lang vloeien en de kabel oververhitten.  Hierdoor kan brand ontstaan.
Er bestaan softwareprogramma's die kortsluitstromen kunnen berekenen in overeenstemming met de geldende standaarden. Meer geavanceerde programma's kunnen rekening houden met het dynamische aspect van de kortsluiting en kunnen ook simulaties uitvoeren.